# Pacific Trucks

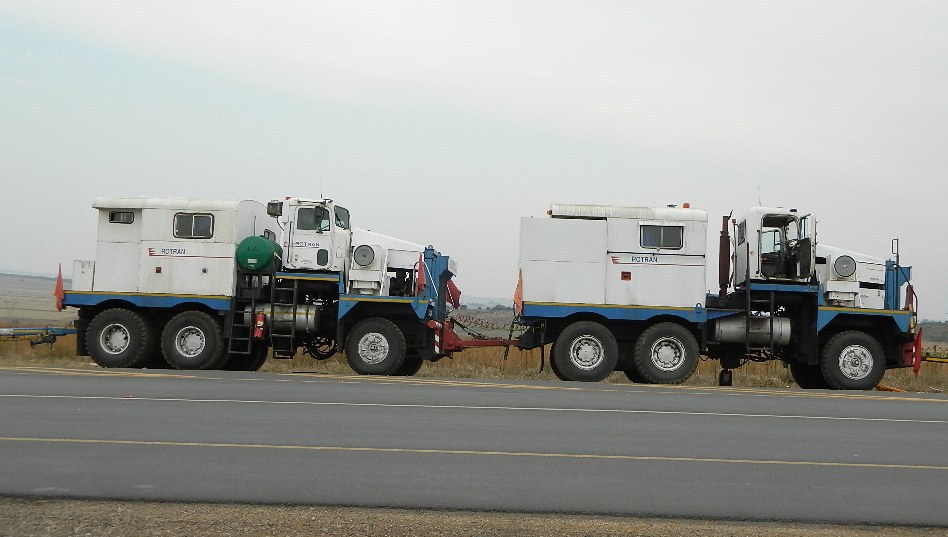
Dois caminhões Pacific P12W3 conectados com barra de tração para transportar uma carga superdimensionada na África do Sul.

A Pacific Truck & Trailer Limited foi uma fabricante de caminhões pesados com sede em Vancouver, Canadá, famosa por sua durabilidade em seus produtos. A Pacific construiu caminhões rodoviários e off-road, especialmente para a indústria madeireira, para o transporte de cargas superdimensionadas e caminhões de bombeiros.
Em 1947, três ex-funcionários da extinta Hayes Manufacturing Company abriram sua oficina de construção de caminhões, a Pacific Truck & Trailer. Inicialmente baseado em um cais de embarque em West Coast Shipyards em False Creek, em 1948 mudou-se para Franklin Street, East Vancouver. Em 1967 mudou-se para North Vancouver. A essa altura, havia fabricado 350 caminhões e muitos reboques. Em 1970, o negócio foi vendido para a International Harvester. A International administrou as vendas mundiais, mas deixou para a Pacific o design e a fabricação dos produtos; no entanto, alguns dos modelos da Pacific apresentavam cabines internacionais. 
Em 1981, a International Harvester vendeu a Pacific Truck and Trailer para a Inchcape Berhad (Cingapura). Em outubro de 1991, o último caminhão da Pacific foi construído e a fábrica foi fechada e demolida, restando apenas o departamento de peças em operação em Vancouver. Em 1994, os remanescentes da empresa foram vendidos para a Crane Carrier Company de Tulsa, Oklahoma, EUA. A Crane continuou até 2002, vendendo o nome Pacific, propriedade intelectual e direitos para a Coast Powertrain de New Westminster, British Columbia, Canadá.  
Além dos mercados canadense e americano, a Pacific estava vendendo também na Austrália, Nova Zelândia e Sudeste Asiático 
. No entanto, seu pedido mais impressionante foi para a fabricação de quatro caminhões rodoviários ultrapesados para puxar cargas maciças de até 370 toneladas para a South African Railways. Essas unidades foram entregues em 1972, contavam com motores Cummins de 600 cavalos e eram conhecidos como os "maiores caminhões rodoviários do mundo". Às vezes, todos trabalhavam acoplados formando um rodotrem extralongo, incluindo um reboque modular hidráulico de capacidade extra para totalizar 860 toneladas de massa bruta combinada.
O conhecido caminhão M25 Tank Transporter da Segunda Guerra Mundial (também conhecido como Dragon Wagon ), comumente referido como Pacific, não era um produto da Pacific Truck and Trailer, mas da Pacific Car and Foundry.
Mais uma vez, o conhecido Pacific School Coach era um ônibus escolar modelo Kenworth CT, fabricado a partir de 1949; A própria Kenworth sendo uma subsidiária da Paccar desde 1945.